# Titulcia rufimargo
Titulcia rufimargo är en fjärilsart som beskrevs av George Francis Hampson 1912. Titulcia rufimargo ingår i släktet Titulcia och familjen trågspinnare. Inga underarter finns listade i Catalogue of Life.